# هایوش
هایوش (به مجاری:  Hajós) یک منطقهٔ مسکونی در مجارستان است که در ناحیه کیش‌کوروش واقع شده‌است. هایوش ۸۹٫۹۲ کیلومتر مربع مساحت و ۳٬۳۰۵ نفر جمعیت دارد.

## خواهرخوانده
شهر مینربو خواهرخواندهٔ هایوش هست.